# 10011 Avidzba
10011 Avidzba eller 1978 QY1 är en asteroid i huvudbältet som upptäcktes den 31 augusti 1978 av den rysk-sovjetiske astronomen Nikolaj Tjernych vid Krims astrofysiska observatorium på Krim. Den har fått sitt namn efter Anatolij Avidzba.
Asteroiden har en diameter på ungefär fyra kilometer.